# Livrist
En livrist eller lakaj er en liberiklædt tjener ved et hof.
Ordet lakaj anvendes også i overført betydning om en underdanig, slesk medhjælper.